# وقایع‌نگاری سالانه بودیسم
وقایع‌نگاری سالانه بودیسم، (به ژاپنی: 仏祖歴代通載 ぶっそ れきだい つうさい)، که در چین گردآوری شده‌است، تاریخ زمانی آیین بودا از دوران باستان تا سال اول یوان تانگ (۱۳۳۳) است. از دودمان یوان است. در مجموع ۲۲ جلد است.